# 월트 디즈니 스튜디오 홈 엔터테인먼트
월트 디즈니 스튜디오 홈 엔터테인먼트(Walt Disney Studios Home Entertainment)는 월트 디즈니 스튜디오의 홈 비디오 배급 부문이다. 2007년 부에나 비스타 홈 엔터테인먼트(Buena Vista Home Entertainment)에서 개칭했다. 주로 월트 디즈니 컴퍼니가 소유한 영화, 월트 디즈니 컴퍼니 산하의 미국 브로드캐스팅 컴퍼니계의 영화, TV 시리즈 등을 DVD, Blu- ray Disc로 전 세계에 배급하고 있다.

## 같이 보기
- 디즈니의 장편 애니메이션 영화 목록
- 월트 디즈니 스튜디오의 영화 목록
- 월트 디즈니 픽처스